# Igreja Ortodoxa Autônoma Ucraniana
A Igreja Ortodoxa Autônoma Ucraniana (ucraniano: Українська Автономна Православна Церква; russo: Украинская автономная православная церковь) foi uma jurisdição da Igreja Ortodoxa que operou nas terras ucranianas de Volínia e na Região do Dnieper ocupada pelo Terceiro Reich. Ao contrário da Igreja Ortodoxa Autocéfala Ucraniana, a Igreja Ortodoxa Autônoma Ucraniana reconheceu a subordinação canônica ao Patriarcado de Moscou, referindo-se às resoluções do Santo Concílio da Igreja Ortodoxa Russa de 1917-1918 sobre a concessão de autonomia à Igreja na Ucrânia, confirmada em 1922 pelo Patriarca Ticônio. Abrangia principalmente aqueles fiéis que eram guiados pela tradicional Igreja russa: entre seus hierarcas estavam os russófilos Panteleimão (Rudik), João (Lavrinenko) e outros.

## História
Devido ao fato de que o Exarca da Ucrânia, o metropolita Nicolau Yarusheviche, uma semana antes do início da guerra germano-soviética, partiu para Moscou sem dar instruções aos bispos, o Exarcado Ucraniano ficou sem liderança. A este respeito, em 18 de agosto de 1941, por iniciativa do arcebispo Alexi Gromadski, uma reunião episcopal foi convocada na Lavra de Pochaev. Com base nas resoluções do Concílio de Toda a Rússia de 1917-1918 sobre a concessão de autonomia à Igreja na Ucrânia, confirmadas em 1922 pelo patriarca Ticônio , bem como no Decreto nº 362 sobre o autogoverno eclesiástico das dioceses, os bispos decidiram que a Igreja Ortodoxa Ucraniana até o Concílio de Toda a Ucrânia (que devia finalmente decidir a posição da Igreja Ortodoxa na Ucrânia) permanece na dependência canônica do Patriarcado de Moscou, passando à natureza autônoma de governo. O arcebispo Alexi Gromadski, o mais antigo por consagração, foi eleito primaz.
Para entender que as ações dos bispos não foram apenas forçadas, mas também legais, deve-se considerar a “Resolução de Sua Santidade o Patriarca, o Santo Sínodo e o Concílio Supremo da Igreja Ortodoxa Russa, datada de 7/20 de novembro de 1920, Nº 362”. O segundo parágrafo desta resolução diz: “Caso a diocese, por movimento do front, mudanças na fronteira do Estado, etc., se encontre fora de qualquer comunhão com a Administração Suprema Eclesiástica, ou a própria Administração Suprema Eclesiástica, chefiada por Sua Santidade o Patriarca, por algum motivo cessar suas atividades, o Bispo diocesano entra imediatamente em contato com os Bispos das dioceses vizinhas com o objetivo de organizar a autoridade eclesial para várias dioceses que estão nas mesmas condições (seja na forma de um Governo Provisório Supremo Eclesiástico ou de um distrito metropolitano ou de outra forma).
A formalização final da Igreja Ortodoxa Autônoma Ucraniana ocorreu na reunião episcopal regular em Pochaev em 25 de novembro de 1941, quando o arcebispo Alexi Gromadski foi eleito Exarca da Ucrânia e elevado a  metropolita. Por sua vez, os "autocefalistas" completaram a organização da Igreja Ortodoxa Autocéfala Ucraniana em Pinsk de 8 a 10 de fevereiro de 1942.
Tanto os adeptos da Igreja autônoma quanto os “autocefalistas” mostraram o desejo de espalhar sua influência por todo o território da Ucrânia. Ambas as Igrejas, apesar de suas diferenças ideológicas e diferenças no sistema canônico, procuraram unir todas as estruturas ortodoxas existentes na Ucrânia e alcançar a unidade da Igreja em toda a Ucrânia. Mas se para a Igreja Ortodoxa Autônoma Ucraniana a inviolabilidade dos cânones da Igreja sempre permaneceu uma condição necessária para a atividade, então para a Igreja Ortodoxa Autocéfala da Ucrânia, a independência de Moscou estava em primeiro lugar, mesmo em detrimento da estrutura canônica da Igreja.
O status autônomo nunca foi reconhecido pelo Lugar-tenente Patriarcal, Metropolita Sérgio e pelo Exarca da Ucrânia, Metropolita Nicolau Yarusheviche de Kiev. Ao mesmo tempo, seus membros não eram considerados cismáticos e não eram submetidos a banimentos canônicos. Do lado do Patriarcado de Moscou, não houve declarações especiais sobre a formação da Igreja Ortodoxa Autônoma Ucraniana. Tal silêncio significou o entendimento de que o novo status da Igreja ucraniana e a posição do episcopado ucraniano são forçados. Além disso, de acordo com o arcipreste Vladislav Tsipin, o reconhecimento parcial pelo Patriarcado de Moscou dos direitos exárquicos do metropolita Alexi foi indiretamente expresso no fato de que o Metropolita Nicolau Yarusheviche ter assinado uma decisão judicial no caso Policarpo Sikorski, datada de 28 de março de 1942, como "ex-Exarca do Patriarcado nas regiões ocidentais da Ucrânia".
Era composta de 15 bispos chefiados pelo metropolita de Volínia e Zitomir e Exarca da Ucrânia, Alexi. A ele juntaram-se parte dos mosteiros da Volínia e da Região do Dnieper. A Igreja Ortodoxa Autônoma Ucraniana tinha um número significativo de apoiadores na Volínia, em Chernihiv, Dnepropetrovsk, regiões de Nikolaev e em Kiev. Kiev-Pechersk e Pochaev Lavra estavam subordinados a ela e as atividades do Seminário Teológico de Kremenets foram restauradas.
As atividades da Igreja Ortodoxa Autônoma Ucraniana, juntamente com a Igreja Ortodoxa Autocéfala Ucraniana (esta última sob a liderança do metropolita Policarpo Sikorski levou a uma amarga luta entre as duas Igrejas Ortodoxas, agravada pela intervenção da administração alemã. Uma reunião conjunta de representantes de ambas as Igrejas (metropolita Alexi, arcebispo Nicanor Abramoviche, bispo Mstislav Skripnik) no Pochaev Lavra (8 de outubro de 1942) não deu resultados positivos.
No final de outubro de 1942, uma reunião do Santo Sínodo foi realizada em Kiev sob a presidência do arcebispo Simão Ivanovski, que fez uma avaliação fortemente negativa das atividades dos autocefalistas e rejeitou seu "Ato de Unificação", chamando-o "sofisticação herética que não tem força canônica". A partir desse momento, começou o terror aberto dos autocefalistas em relação ao clero ortodoxo canônico. No verão de 1943, 27 padres da Igreja Autônoma foram mortos por destacamentos nacionalistas ucranianos. Ao mesmo tempo, o terror mais severo foi lançado contra os ortodoxos pelas autoridades alemãs de ocupação.
Em 6 de junho de 1943, o Sínodo Episcopal da Igreja Ortodoxa Autônoma foi realizado em Kovel. Com a permissão dos alemães, o bispo de Kamyanets-Podilski e Bratslav, Damasquino Maliuta foi eleito como o "Bispo Sênior" do Distrito Geral de Volínia-Podillia, e foi elevado a arcebispo de Volínia e Kamianets-Podilski. Ele não tinha autoridade para chefiar a Igreja Ortodoxa Autônoma, já que naquela época não existia mais como uma organização religiosa separada com base em ordens alemãs relevantes. O bispo Jó Kresovich foi transferido para a Sé de Kremenets, e o bispo vigário de Vladimir-Volínia, Manuel Tarnavski tornou-se bispo diocesano com o título de Bispo de Vladimir-Volínia e Kovel.
Por outro lado, a hierarquia da Igreja Ortodoxa Autônoma Ucraniana, após a morte do metropolita Alexi, e o aumento da pressão sobre seu clero pelos Destacamentos do Exército Insurgente Ucraniano (em ucraniano Українська повстанська армія, Ukrayins’ka povstans’ka armiya, UPA), praticamente perdeu a capacidade de gerenciar a vida paroquial. A maioria dos bispos e quase todo o clero da Igreja Ortodoxa Autônoma Ucraniana permaneceu em sua terra natal durante a retirada das tropas alemãs da Ucrânia. Muitos clérigos foram presos pelo NKVD sob suspeita de colaborar com os invasores, o que, via de regra, se expressava apenas no fato de os padres abrirem igrejas e realizarem serviços com a permissão das autoridades alemãs.
Parte da hierarquia e do clero da Igreja Autônoma, chefiada pelo bispo Panteleimão Rudik, partiu para o Ocidente em 1944, onde ingressou na Igreja Russa no Exterior.

## Bispos
- Metropolita Alexi (Gromadski)
- Arcebispo Simão (Ivanovski)
- Arcebispo Antônio (Martsenko)
- Arcebispo Damasquino (Maliuta)
- Bispo Panteleimão (Rudik)
- Bispo Benjamin (Novitski)
- Bispo Demétrio (Magan)
- Bispo Leôncio (Philippovich)
- Bispo Evlógio (Markovski)
- Bispo Teodoro (Rafalski)
- Bispo Jó (Kresovich)
- Bispo Manuel (Tarnavski)
- Bispo João (Lavrinenko)
- Bispo Pancrácio (Gladkov)
- Bispo Nicodemo (Maximenko)
- Bispo Serafim (Kushneriuk)
- Bispo Nicodemo (Gontarenko)
- Bispo Nicolau (Amassia)